# Contract for the Web

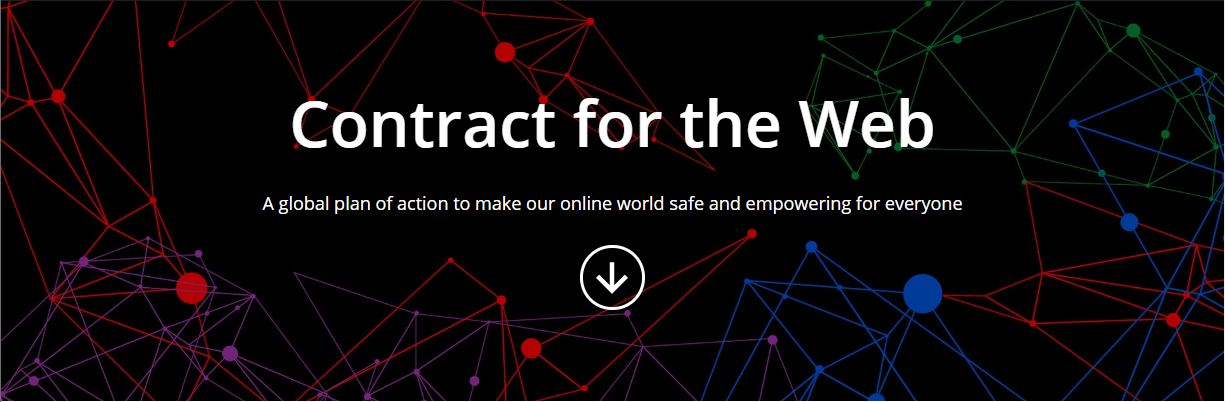
Contract for the web

 (janvier 2020).
Contract for the Web (littéralement, « Contrat pour le Web ») est un projet de la World Wide Web Foundation lancé en novembre 2019 dans le but de restreindre ou d'éliminer la manipulation politique, les fake news, les violations de la vie privée et d'autres facteurs réduisant l'utilité d'Internet.

## Description
Le projet est issu des travaux de plus d'un an par plus de 80 personnes travaillant pour le gouvernement, des sociétés commerciales ou issues du grand public,. Selon le fondateur du Web, Tim Berners-Lee, « Le Contract for the Web nous donne le plan pour construire un Web meilleur »,.
Tim Berners-Lee, au nom de la World Wide Web Foundation, a officiellement lancé le projet le 25 novembre 2019, un peu avant le début de la session IGF XIV du Forum sur la gouvernance de l'internet tenu à Berlin.
Les signataires s'engagent à protéger Internet des abus et à soutenir les projets qui rendront Internet plus utile à l'humanité. Les actions se font sur une base volontaire.

### Principes
Le plan comprend neuf principes essentiels, trois visant le gouvernement, trois s'adressant aux sociétés et trois pour les individus, : 
1. « S'assurer que tout le monde peut se connecter à Internet »[trad 2],[6]
2. « Maintenir l'ensemble d'Internet disponible, en tout temps »[trad 3],[6]
3. « Respecter et protéger les droits fondamentaux de la vie privée et des données privées en ligne »[trad 4],[6]
4. « Maintenir un Internet abordable et accessible à tous »[trad 5],[6]
5. « Respecter et protéger la vie privée et les données personnelles dans le but de construire une confiance en ligne »[trad 6],[6]
6. « Développer des technologies qui soutiennent le meilleur de l'humanité et défient le pire »[trad 7],[6]
7. « Créer et collaborer sur le Web »[trad 8],[6]
8. « Construire de solides communautés qui respectent le discours civil et la dignité humaine »[trad 9],[6]
9. « Lutter pour le Web »[trad 10],[6]

## Adoption
Le contrat a été adopté par plus de 150 organisations, dont Google, Microsoft et Facebook. Même si Facebook a signé le contrat, la société aurait ignoré les appels de Berners-Lee pour cesser de publier des publicités servant à influencer le déroulement des élections générales britanniques de 2019.

### Citations originales
1. ↑  (en) « The Contract for the Web gives us a roadmap to build a better web »
2. ↑  (en) « Ensure everyone can connect to the internet »
3. ↑  (en) « Keep all of the internet available, all of the time »
4. ↑  (en) « Respect and protect people’s fundamental online privacy and data rights »
5. ↑  (en) « Make the internet affordable and accessible to everyone »
6. ↑  (en) « Respect and protect people’s privacy and personal data to build online trust »
7. ↑  (en) « Develop technologies that support the best in humanity and challenge the worst »
8. ↑  (en) « Be creators and collaborators on the Web »
9. ↑  (en) « Build strong communities that respect civil discourse and human dignity »
10. ↑  (en) « Fight for the Web »